# Мултановский сельсовет
Мулта́новский сельсовет — муниципальное образование в составе Володарского района Астраханской области, Российская Федерация. Административный центр — село Мултаново.

## Географическое положение
Граница муниципального образования «Мултановский сельсовет» в северном, северо-восточном и восточном направлении проходит по смежеству с Калининским сельсоветом. В юго-восточном и южном направлении территория МО граничит с побережьем Каспийского моря. На юго-западе граничит с Цветновским сельсоветом. В западном направлении граница проходит по смежеству с муниципальным образованием «Большемогойский сельсовет», в северо-западном — с территорией муниципального образования «Козловский сельсовет».
Расстояние до Астрахани составляет 75 км.

## Население
| 2010  | 2012  | 2013  | 2014  | 2015  | 2016  | 2017  |
| ----- | ----- | ----- | ----- | ----- | ----- | ----- |
| 2014  | ↗2047 | ↗2085 | ↗2134 | ↗2178 | ↘2059 | ↗2068 |
| 2018  | 2019  | 2020  | 2021  |       |       |       |
| ↘2062 | ↗2068 | →2068 | ↘1625 |       |       |       |

## Состав
В состав поселения входят следующие населённые пункты:
| Населённый пункт    | Население, человек (2010) | Количество дворов |
| ------------------- | ------------------------- | ----------------- |
| Мултаново, село     | 1183                      | 280               |
| Нововасильево, село | 414                       | 116               |
| Сармантаевка, село  | 121                       | 23                |
| Блиново, село       | 277                       | 59                |

## Хозяйство
Ведущая отрасль хозяйства — сельское хозяйство, развито рыбоводство. Всего хозяйств на 2010 год 325, из них личные подсобные хозяйства — 318. Численность скота в хозяйствах всех категорий, голов: крупный рогатый скот — 2006 (1932 в 2009 году), овцы и козы — 934 (877 в 2009 году), 91 птица (72 в 2009 году), 115 лошадей (106 в 2009 году).
Основные показатели работы рыбной отрасли: 3 предприятия, Улов рыбы и других морепродуктов 923,8 тонн (871,0 в 2009 году, 752,0 в 2008 году, 720,0 в 2007 году).